# Január 1.
Január 1. az év 1. napja a Gergely-naptár szerint. Az évből még 364 (szökőévekben 365) nap van hátra.
Gyakran újév napjának is nevezik.

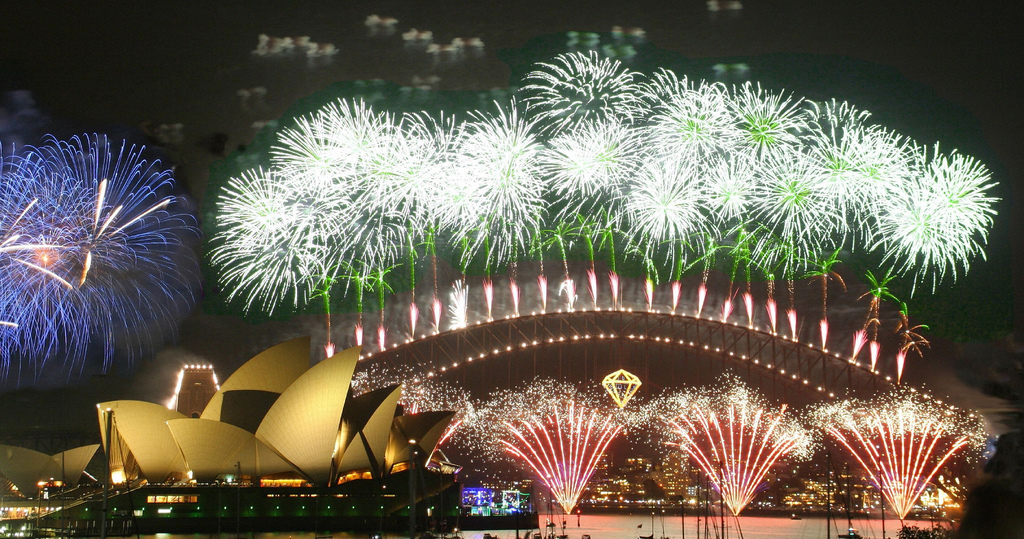
Az újévet köszöntő tűzijáték 2007. január 1-jén, az ausztráliai Sydney-ben

Névnapok: Fruzsina + Aglája, Algernon, Álmos, Bazil, Csoma, Csombor, Csomor, Eufrozina, Konkordia, Odiló, Ruzsinka, Tóbiás, Vazul

## Események

### Politikai események
- 431 – Az efezusi zsinat dogmaként mondja ki, hogy Szűz Mária Istenszülő (Theotokosz = Istenanya).
- 1438 – Habsburg Albertet a feleségével, Luxemburgi Erzsébettel együtt magyar királlyá és királynévá koronázzák Székesfehérvárott.
- 1463 – Mátyás király és Podjebrád Katalin eljegyzése (tényleges esküvőjükre 1463. május 1-jén kerül sor).
- 1515 – I. Ferenc francia király trónra lép.
- 1523 – A rhodoszi hadjárat befejezése: a johanniták egyezséget kötnek Rhodosz átadásáról az Oszmán Birodalommal.
- 1661 – – Kemény Jánost a szászrégeni országgyűlés erdélyi fejedelemmé választja.[1]
- 1776 – Gróf Batthyány Józsefet kinevezik esztergomi érsekké.
- 1801 – Megalakul az Nagy-Britannia és Írország Egyesült Királysága, Nagy-Britannia és Írország egyesülésével.
- 1808 – Az Egyesült Államokban betiltják a rabszolga kereskedelmet.
- 1877 – Viktória, Nagy-Britannia és India királynője, felveszi az India császárnője címet.
- 1898 – Manhattan, Bronx, Brooklyn, Queens és Staten Island New York City része lett.
- 1912 – Megalakul a Kínai Köztársaság.
- 1919 – A csehszlovák alakulatok harc nélkül bevonulnak Pozsonyba.
- 1923 – A csehszlovák közigazgatás egységesítése érdekében bevezetik az ún. nagymegyék rendszerét, amely Szlovákiában a korábbi magyarországi vármegyerendszer 16 vármegyéje helyett 6 „župát” eredményez.
- 1925 – Norvégia fővárosának nevét Christiania-ról Oslóra változtatják.
- 1938 – A legnagyobb csehszlovák polgári párt, az agrárpárt elnöke Rudolf Beran újévi cikkében a szudétanémet és a Hlinka–féle szlovák párt kormánybalépését és a Német Birodalommal való megegyezést sürgeti.
- 1945 – Nagy-Miskolc létrejötte a történelmi Miskolc, Diósgyőr és Hejőcsaba egyesítésével.
- 1950 –
  - Életbe lép az új közigazgatási reform, létrejön a mai megyerendszer alapja.
  - Több környékbeli községet egyesítenek Budapest fővárossal (lásd: Budapest kerületei).
  - Miskolchoz csatolnak négy közeli települést.
- 1958 – Kihirdetik az Európai Gazdasági Közösség (az Európai Unió elődje) megalakulását.
- 1959 – Győz a kubai forradalom. Fidel Castro csapatai élén bevonul Havannába.
- 1977 – Hatályba lép a szocialista országokba érvényes „piros” útlevél.
- 1979 – Az Amerikai Egyesült Államok és a Kínai Népköztársaság felveszi a diplomáciai kapcsolatokat.
- 1980 – Romániában létrehozzák az agrár-ipari tanácsokat.
- 1993 – Csehszlovákia felbomlik, létrejön Csehország és Szlovákia.
- 1994 – Kitör a zapatista felkelés Mexikóban.
- 2000 – A magyar koronázási jelvényeket; a Szent Koronát, az országalmát, a jogart és a kardot átszállítják a Nemzeti Múzeumból a Parlament épületébe.
- 2004 – Jaap de Hoop Scheffer (Hollandia) a NATO főtitkára.
- 2007 – Románia és Bulgária új tagjai az Európai Uniónak.
- 2008 –
  - Szlovénia adja az Európai Tanács elnökét elsőként az új tagállamok közül.
  - Megszűnik a Magyar Köztársaság Határőrsége, mert beleolvad a Magyar Rendőrség kötelékébe.
  - Közigazgatási reform Oroszországban: 85 helyett 84 közigazgatási egység, miután Uszty-Ordinszkiji Burját AK Irkutszk része lesz.
- 2011 – Magyarországon megalakul a Médiaszolgáltatást Támogató és Vagyonkezelő Alap (MTVA).
- 2013  – Balatonvilágost Veszprém megyéből Somogy megyéhez csatolták.
- 2017 – António Guterres hivatalosan is az ENSZ főtitkára lett.

### Tudományos és gazdasági események
- i. e. 45 – A Julián naptár bevezetése
- 1502 – Felfedezik azt a helyet, ahol később felépül Rio de Janeiro városa.
- 1622 – A Gergely-naptárban január 1-jét jelölik ki az év kezdetének, eltérően például az angliai március 25-étől.
- 1700 – A Julián naptár bevezetése az Orosz Birodalomban.
- 1801 – Giuseppe Piazzi olasz csillagász felfedezi az első kisbolygót, a Cerest.
- 1806 – I. Napóleon császár kezdeményezésére Franciaországban a forradalmi naptár helyett visszatértek a Gergely-naptár használatára
- 1866 – Megnyílik a Bethesda Kórház, mint a pesti német református egyház kórháza.
- 1873 – Meidzsi japán császár átveszi a Gergely-naptárt.[2]
- 1876 – Egységes mértékrendszer bevezetése az Osztrák–Magyar Monarchiában.
- 1880 – Megkezdődik a Panama-csatorna építése.
- 1923 – Megkezdte működését a BSZK RT („Beszkárt”), a BKV elődje.
- 1923 – Nagy-Britanniában életbe lépett a vasúti törvény, amely négy nagyvállalatba olvasztotta a vasúttársaságokat.
- 1927 – A korona helyett hazánk új fizetőeszköze a pengő.
- 1948 – A British Railways létrehozása.
- 1966 – Életbe lép a magyar közutak új számozási rendszere. Az „E” jelű nemzetközi útvonalak magyar „M” jelzést is kapnak (például az „E5” út Budapest-Hegyeshalom közti szakasza „M1” jelzést kap). „M” jelzésű közúton csak motoros hajtású jármű közlekedhet.
- 1968 – A korábban önálló fővárosi közlekedési vállalatok összevonásával megalakítják a Budapesti Közlekedési Vállalatot.
- 1970 – Megkezdődik a Unix-korszak (epoch) 00:00:00 UTC időpontban.
- 1973 – A Magyar Posta bevezeti az irányítószámok használatát.
- 1983 – Az ARPANET hivatalosan átáll az internetprotokoll használatára, létrejön az internet.
- 1986 – Az ÁFOR és Shell benzinkutak megkezdik az ólommentes benzin árusítását.
- 1988 – A Magyar Népköztársaságban hatályba lép a személyi jövedelemadóról és az általános forgalmi adóról szóló törvény. A külföldi utazás állampolgári joggá válik, az útlevél a világ összes országába, többszöri utazásra jogosít
- 1989 – A Magyar Népköztársaságban bevezetik a munkanélküli-segélyt.
- 1991 – Megalakul a Lupis Brókerház, az első magyar magántulajdonú tőzsdei alkuszcég.
- 1997 – Magyar állampolgárok korlátozás nélkül vásárolhatnak külföldi valutát, megszűnik a „turistakeret”.
- 1999 – Bemutatják az eurót, mint számlapénzt. A pénzügyi unió 11 tagjának nemzeti valutája továbbra is forgalomban marad, az értékpapírok árfolyamát euróra konvertálják. A magyar forint valutakosarában a német márka helyét az euró veszi át.
- 2000 – A magyar forintot teljesen az euróhoz kötik (árfolyamát az addigi valutakosár helyett 100%-ban az euróhoz képest határozzák meg).
- 2001 – Görögországban (számlapénzként) bevezetik az eurót.
- 2002 – Az euró-bankjegyek és -érmék hivatalos fizetőeszközzé válnak 12 európai országban.
- 2007 – Szlovénia bevezeti az eurót.
- 2008 – Ciprus és Málta bevezeti az eurót.
- 2009 – Szlovákiában bevezetik az eurót.
- 2011 – Észtországban bevezetik az eurót.
- 2014 – Lettországban bevezetik az eurót.
- 2015 – Litvániában bevezetik az eurót.
- 2019 – A New Horizons űrszonda elhalad a Kuiper-övben található 486958 Arrokoth kisbolygó mellett. A kisbolygó az Ultima Thule becenevet kapta, mivel jelenleg ez a legtávolabbi objektum, amely mellett ember készítette űreszköz elhaladt.[3][4]
- 2023 - Horvátországban bevezetik az eurót.

### Kulturális események
- 1780 – Pozsonyban megjelenik az első magyar nyelvű hetilap, a Magyar Hírmondó.
- 1837 – Megindul az Athenaeum című irodalmi-tudományos folyóirat Vörösmarty Mihály szerkesztésében.
- 1854 – Megjelenik a Pester Lloyd.

#### Irodalmi, színházi és filmes események
- 1900 – Megjelenik a Huszadik Század c. folyóirat első száma.
- 1908 – Ignotus szerkesztésében megjelenik a Nyugat c. irodalmi folyóirat első száma.
- 1929 – Megalakult a Hunnia Filmgyár Rt.

#### Zenei események
- 1982 – Utolsó ABBA-koncert Stockholmban.

### Sportesemények
- 1965 –  Formula–1 dél-afrikai nagydíj, East London – Győztes: Jim Clark  (Lotus Climax)
- 1968 –  Formula–1 dél-afrikai nagydíj, Kyalami – Győztes: Jim Clark  (Lotus Ford)

### Egyéb események
- 1971 – Az Egyesült Államokban betiltják a televíziós cigarettareklámokat.
- 1985 – Megalakul az Aggteleki Nemzeti Park.
- 2017 – Terrortámadás egy isztambuli szórakozóhelyen. 39 ember meghalt és legalább 60 megsebesült.
- 2020 – Megszűnik a Megamax nevű, fiataloknak szóló tévécsatorna.

## Születések
- 1431 – VI. Sándor pápa († 1503)
- 1449 – Lorenzo de’ Medici firenzei fejedelem († 1492)
- 1467 – I. (Öreg) Zsigmond lengyel király († 1548)
- 1484 – Ulrich Zwingli svájci teológus, reformátor, protestáns vezető († 1531)
- 1557 – Bocskai István erdélyi fejedelem[5] († 1606)
- 1618 – Bartolomé Esteban Murillo spanyol festőművész († 1682)
- 1729 – Edmund Burke angol író, esztéta, államférfi († 1797)
- 1752 – Betsy Ross varrónő, az amerikai nemzeti lobogó tervezője († 1836)
- 1755 – Gróf Festetics György († 1819)
- 1756 – Boráros János Pest város főbírája, alpolgármestere († 1834)
- 1766 – Antoine-Vincent Arnault francia költő, drámaíró († 1834)
- 1774 – André Marie Constant Duméril francia zoológus († 1860)
- 1767 – Maria Edgeworth angol-ír írónő († 1849)
- 1811 – Albert Ferenc bölcsész, királyi tanácsos († 1883)
- 1815 – Charles Renouvier francia katolikus filozófus († 1903)
- 1822
  - Kerényi Frigyes magyar költő, ügyvéd († 1852)
  - Horvát Boldizsár magyar író, költő, jogtudós, politikus, igazságügy-miniszter az Andrássy-kormányban, a Magyar Tudományos Akadémia és a Kisfaludy Társaság tagja († 1898)
- 1823 – Petőfi Sándor magyar költő († 1849)
- 1839 – Ouida angol író († 1908)
- 1842 – Valentiny János magyar festőművész († 1902)
- 1851 – Ábrányi Emil, ifj. magyar író, költő, újságíró, műfordító († 1920)
- 1853 – Koessler János magyar zeneszerző, zenepedagógus († 1926)
- 1857 – Wojciech Kossak lengyel festőművész († 1942)
- 1860 – George Washington Carver afro-amerikai botanikus, oktató, feltaláló († 1943)
- 1863 – Pierre de Coubertin francia történész, sportpedagógus, († 1937)
- 1872 – Somogyi Szilveszter várospolitikus, polgármester († 1934)
- 1876 – Harriet Brooks kanadai atomfizikus († 1933)
- 1878 – Máté Olga magyar fényképész, fotóművész († 1961)
- 1879
  - Edward Morgan Forster angol író († 1970)
  - William Fox amerikai filmproducer, († 1952)
- 1887 – Wilhelm Canaris német admirális, a náci katonai kémelhárítás vezetője († 1945)
- 1889 – Bencs Zoltán magyar minisztériumi tisztviselő, kultúrpolitikai és filmes szakember, országgyűlési képviselő († 1961)
- 1890 – Anton Melik szlovén geográfus († 1966)
- 1892 – Lénárd Béla magyar színész († 1959)
- 1894 – Satyendra Nath Bose bengáli indiai matematikus († 1974)
- 1895 – John Edgar Hoover az FBI igazgatója († 1972)
- 1897 – Catherine Drinker Bowen amerikai írónő († 1973)
- 1899 – Kemény László magyar színész, érdemes művész († 1970)
- 1900 – Xavier Cugat katalán–kubai zenész († 1990)
- 1909
  - Dana Andrews amerikai színész († 1992)
  - Marcel Balsa francia autóversenyző († 1984)
- 1912 – Kim Philby brit diplomata, szovjet kém, († 1988)
- 1917 – Jule Gregory Charney amerikai meteorológus († 1981)
- 1919 – Jerome David Salinger amerikai regényíró († 2010)
- 1920 – Gordon Henderson dél-afrikai autóversenyző († 1998)
- 1921 – Suka Sándor Jászai Mari-díjas magyar színész, érdemes- és kiváló művész († 1993)
- 1922
  - Farkas Antal Aase-díjas magyar színész († 2010)
  - Rocky Graziano amerikai ökölvívó († 1990)
- 1923 – Tamási Lajos magyar költő († 1992)
- 1925 – Sárosi Bálint Széchenyi-díjas magyar népzenekutató († 2022)
- 1927
  - Maurice Béjart francia táncművész, koreográfus († 2007)
  - Obersovszky Gyula magyar író († 2001)
- 1928
  - Garics János magyar színész († 1984)
  - Könczei Ádám erdélyi magyar néprajzkutató[6] († 1983)
  - Costică Toma román labdarúgó († 2008)
  - Ernest Tidyman amerikai író, Oscar-díjas forgatókönyvíró († 1984)
- 1933
  - Erki Edit magyar újságíró, kultúrtörténész, rádiós († 2004)
  - Joe Orton angol író († 1967)
- 1938 – Frank Langella amerikai színész
- 1940 – Sáry László magyar zeneszerző
- 1943 – Orbán Tibor magyar színész, rendező († 1983)
  - 1947 – Garamvölgyi Adrien magyar manöken, modell, fotómodell († 2021)
  - 1947 – Polgár László magyar operaénekes († 2010)
- 1949 – Ádám Veronika magyar orvos, biokémikus
- 1951 – Hans-Joachim Stuck német autóversenyző
- 1954 – Finta Éva kárpátaljai magyar költő
- 1957 – Kertesi Ingrid magyar opera-énekesnő
- 1959 – Kulcsár Lajos magyar színész, író
- 1961 – Mark Wingett angol színész
- 1963
  - Fehér Csaba magyar képzőművész
  - Jean-Marc Gounon francia autóversenyző
- 1968
  - Davor Šuker horvát labdarúgó
  - Rick J. Jordan billentyűs
- 1970 – Paul Thomas Anderson amerikai filmrendező, író, producer
- 1971 – Deborah Chow kanadai rendező, forgatókönyvíró, producer
- 1972
  - Catherine McCormack angol színésznő
  - Szabó Zsolt magyar FIFA játékvezető
- 1974 – Szabó P. Szilveszter Jászai Mari-díjas magyar színművész
- 1975 – Babári Netti magyar írónő
- 1976 – Mile Smodlaka horvát vízilabdázó
- 1977 – Hasan Salihamidžić bosnyák labdarúgó
- 1981
  - Baumgartner Zsolt magyar autóversenyző
  - Mladen Petrić horvát labdarúgó
  - Jonas Armstrong angol színész
- 1982
  - Andreas Thorkildsen norvég gerelyhajító
  - David Nalbandian argentin teniszező
- 1983
  - Calum Davenport angol labdarúgó
  - Melaine Walker jamaicai atléta
- 1984 – José Paolo Guerrero perui labdarúgó
- 1985 – Steven Davis északír labdarúgó
- 1986 – Colin Morgan brit színész
- 1989 – Meritzer Williams saint kitts-i atléta
- 1992
  - Ho Ko-hszin kínai tornász
  - Jack Wilshere angol labdarúgó
- 2002 – Tusse Chiza kongói származású svéd énekes

## Halálozások
- 898 – Párizsi Odo (Eudes) francia király (* 860 körül)
- 1433 – Peter von Rosenheim német szerzetes, prédikátor, költő (* 1380 körül)
- 1560 – Joachim du Bellay francia költő (* 1522 körül)
- 1748 – Johann Bernoulli svájci matematikus (* 1667)
- 1782 – Johann Christian Bach német zeneszerző (* 1735)
- 1817 – Martin Heinrich Klaproth német kémikus (* 1743)
- 1835 – Godina Mátyás szlovén evangélikus lelkipásztor, tanító és irodalmár (* 1768)
- 1861 – Kállay Ferenc művelődés- és nyelvtörténész, jogász, az MTA tagja (* 1790)
- 1886 – Nyáry Albert történész, levéltáros, heraldikus, az MTA tagja (* 1828)
- 1894 – Heinrich Hertz német fizikus (* 1857)
- 1922 – Kühár István magyarországi szlovén katolikus pap (* 1887)
- 1931 – Sipőcz Jenő jogász, Budapest polgármestere, főpolgármestere (* 1878)
- 1943 – Rejtő Jenő magyar író (* 1905)
- 1972 – Maurice Chevalier francia színész, énekes (* 1888)
- 1976 – Balázs István magyar színész (* 1902)
- 1980 – Tamkó Sirató Károly magyar költő, író, műfordító (* 1905)
- 1984 – Alexis Korner angol gitáros, énekes (* 1928)
- 1988 – Sipos Anna magyar asztaliteniszező (* 1908)
- 1992 – Grace Hopper admirális, amerikai matematikus (* 1906)
- 1995 – Wigner Jenő magyar származású amerikai fizikus, Nobel-díjas (* 1902)
- 1995 – Kovalik Károly magyar újságíró, riporter, televíziós műsorvezető (* 1927)
- 1997 – Kőrösy Ferenc izraeli magyar vegyészmérnök, az MTA tagja (* 1906)
- 2005 – Fáy Zsuzsa a Magyar Rádió bemondója, műsorvezető (* 1943)
- 2007 – Darrent Williams amerikai NFL-játékos (* 1982)
- 2007 – Mihályfy Sándor magyar filmrendező, forgatókönyvíró (* 1937)
- 2007 – Leonard Fraser queenslandi sorozatgyilkos (* 1951)
- 2009 – Robert Prince amerikai katonatiszt, aki levezényelte a cabanatuani rajtaütést (* 1919)
- 2012 – Bob Anderson olimpikon angol vívó, film-harckoreográfus (* 1922)
- 2015 – Szirmay Márta Liszt Ferenc-díjas magyar operaénekesnő, dzsesszénekesnő (* 1939)
- 2016 – Zsigmond Vilmos Oscar-díjas magyar operatőr (* 1930)
- 2020 – Tandori Ágnes magyar író, műfordító, Tandori Dezső felesége (* 1942)
- 2022 – Homonnay Gergely magyar író, újságíró, tanár, a Demokratikus Koalíció (Magyarország) aktivistája (* 1969)
- 2025 – Kempelen Tünde középiskolai ének-zenetanár, karnagy, kulturális szervező  (* 1939)

## Ünnepek, emléknapok, világnapok
- A legtöbb Gergely-naptárt használó országban újév napja; gyakran 00:00 órai tűzijátékkal ünneplik
  - bécsi újévi koncert
- a béke világnapja[7]
- Katolicizmus:
  - Karácsony nyolcadának napja, Szűz Mária istenanyaságának ünnepe (új naptár)
  - az Úr körülmetélésének ünnepe (régi naptár, ma már nem megtartott ünnep)
- a Kwanzaa, az afro-amerikai kultúra ünnepe utolsó napja
- Amerikai Egyesült Államok - a copyright lejáratának napja, amikor egy újabb egyévi szerzői munka copyrightja (szerzői jogvédelme) lejár, és az illető művek közkinccsé válnak
- Ausztrália – a függetlenség napja (az Ausztrál Államszövetség kikiáltása)
- Brunei: a függetlenség napja
- Haiti – a függetlenség kikiáltásának napja
- Kamerun: a függetlenség napja
- Kuba – a felszabadulás napja
- Palesztina – a palesztin nemzet napja[8]
- Szamoa: a függetlenség napja
- Szlovákia – a Szlovák Köztársaság megalakulása
- Szudán – a függetlenség kikiáltásának napja
- Tajvan – a Kínai Köztársaság alapítása